# Bârsa
Bârsa is een Roemeense gemeente in het district Arad.
Bârsa telt 1894 inwoners.